# Беляевка (исторический район)
Беляевка — исторический район на востоке Санкт-Петербурга. Граница Беляевки проходит по Шафировскому проспекту, КАД и железной дорогой на Ржевку. Через Беляевку проходит Волго-Донской проспект.

## Наименование
Наименование деревни Беляевка связано с фамилией домовладельца (дома 5—13, 21, 22, не сохранились) купца П. Н. Беляева.

## История
Мыза купца Беляева появилась по дороге, которая вела из района Пороховых в Кушелевку.

## Транспорт
Ближайшие станции метро к Беляевке:   «Площадь Мужества» (пешком 7,8 км),  «Академическая» (9,4 км).